# Steppenwolf (DC Comics)
Pour les articles homonymes, voir Steppenwolf (homonymie).
Steppenwolf est un personnage de fiction et un super-vilain appartenant à l'univers DC. Il est créé par Jack Kirby et fait sa première apparition dans New Gods vol. 1 #7 (Février 1972).

## Biographie du personnage
Étant l'un des Néo-Dieux (New Gods), Steppenwolf (en allemand, « le loup des steppes » ou coyote) est le plus jeune frère d'Heggra (en) et l'oncle d'Uxas (Darkseid). Il est aussi membre de la Darkseid's Elite (en) ainsi que le chef des forces armées d'Apokolips. Il a aussi pour habitude de se déplacer en utilisant un « Hover Bike » (Motocyclette Volante) dont le niveau technologique égale celui d'Orion.
Steppenwolf est l'un des premiers personnages de l'univers DC à survivre à Doomsday, le monstre qui mit fin aux jours de Superman. 245 000 ans auparavant, Steppenwolf embarqua dans une navette d'Apokolips accompagné de Darkseid, Master Mayhem ainsi que d'un petit équipage vers la planète Bylan 5. Cette dernière était riche en matériaux rares et naturels dont Apokolips avait besoin pour ses fabriques d'armes. Cependant, Darkseid savait que les matériaux en question auraient pu être détruits pendant une invasion de ladite planète. Il força donc la princesse de Bylan 5 à s'unir à lui, mais les réjouissances dues à cet évènement prirent brusquement fin lorsque Doomsday attaqua la planète. Darkseid décida alors d'ignorer les directives de Steppenwolf qui souhaitait utiliser la force Omega (Omega Beam) contre Doomsday et affronta la bête au corps à corps. Ce combat qui opposa Doomsday à Darkseid détruisit Bylan 5 et toute vie qui l'occupait. Steppenwolf téléporta Darkseid en sûreté et lui assura qu'il ne parlerait à personne de ce moment de faiblesse du souverain d'Apokolips. Quant à Doomsday, il s’échappa de Bylan 5 en utilisant la navette dans laquelle Darkseid était arrivé.
La plupart des apparitions de Steppenwolf dans la version de Jack Kirby sont sous forme de flashbacks : sa première intervention fut dans le numéro 7 de New Gods. Dans un flashback, il prête main-forte à Darkseid qui souhaite assassiner la femme de son plus grand rival. Ce dernier, Highfather, finit néanmoins par retrouver la trace de Steppenwolf et le tua. La mort de la femme de Highfather attisa de nouveau les tensions entre les deux camps et la guerre entre Darkseid et Highfather reprit de plus belle.
Plus tard dans le comics, Steppenwolf réapparait (toujours sous forme de flashback) lorsque Mister Miracle acquiert des pouvoirs de nature divine, sur la vie et la mort. Il persécuta Scott Free car ce dernier avait été impliqué dans la mort de sa mère (du moins la seule femme qui se rapprochait le plus d'une mère pour Steppenwolf). Cependant, il finit par être torturé dans sa quête de vengeance. Scott finit malgré tout par soigner Steppenwolf après maintes souffrances, au lieu de le tuer comme il le désirait. Scott Free l'envoya par la suite dans les légions de Darkseid.
Il fit également une autre apparition dans le numéro 6 de New Gods V2, affublé d'un nouveau costume (un costume complètement redessiné par Kirby pour les figurines Super Power ). Dans ce numéro, on confie à Steppenwolf le soin de diriger les forces armées de Darkseid. Il y affrontera aussi le Flash (Barry Allen) et La ligue des justiciers
Dans les pages du numéro 2 de Terror Titans, Steppenwolf est décrit comme un membre du bureau du Dark Side Club. Il y est tué par Clock King, qui organisait des combats de Gladiateurs dans ce Club.

### The New 52
The New 52 est un reboot de l'histoire d'origine sorti juste après la série limitée Flashpoint de 2011. Cette histoire se déroule sur la nouvelle version de Terre-2 (Le point d'ancrage de la Justice Society of America). Dans la continuité de ce monde parallèle, Steppenwolf dirige une invasion massive de la terre par les parademons de Darkseid.
Finalement, les héros de la Terre arrivent à repousser les envahisseurs en y en perdant trois héros de poids, Superman, Batman et Wonder Woman (dans cette version seulement).
Cinq ans plus tard, Steppenwolf semble se cacher sur Terre-2, et une prime de 300 millions est mise sur sa tête. Bizarro, dans cette version de l'histoire, en viendra à bout.

## Pouvoirs et capacités
Steppenwolf est un immortel doté d'une force, d'une rapidité et d'une endurance surhumaines, au diapason de ses origines divines. Il est un chef de guerre expérimenté, a été le chef des forces armées d'Apokolips, et prit souvent personnellement le commandement de la cavalerie canine - des guerrières chevauchant des chiens aux dimensions monstrueuses. Steppenwolf est aussi un maître d'armes. Entre autres, il sait manipuler le lasso dans lequel il piège ses adversaires et qui a la capacité de s’enflammer. Son arme favorite est l'Electro-Axe (Hache-Foudre). Il est aussi un fin épéiste et un formidable lutteur au corps à corps.

## Autres médias

### Télévision
- Steppenwolf apparut dans l’épisode Apokolips Now de la série animée Superman, l'Ange de Metropolis. Il y dirige une horde de Parademons contre la ville de Metropolis pour débusquer Superman. Le vaisseau de Steppenwolf fut abattu par Dan Turpin (qui pilotait un hélicoptère de l’armée) et s’échoua dans l’océan.
- Steppenwolf fit un autre bref passage à la télévision dans la première partie de l’épisode Crépuscule de la série Justice League. Il s'y sauve d'une invasion avortée de la planète New Genesis. Son vaisseau subit de sérieuses avaries et est téléporté grâce au boom Tube (Le quasi-équivalent DC du Bifröst de Marvel) directement dans le bastion principal de Darkseid. Selon toute vraisemblance, Steppenwolf fut plus tard exécuté de la main même du noble, mais non moins sans merci, Orion.
- Steppenwolf apparaît aussi dans l’épisode Duel of the Double Crossers de la série Batman : L'Alliance des héros. Il y est dépeint comme un champion de l’arène du Mongul dans laquelle plusieurs héros dont Batman finissent par se battre contre lui. Steppenwolf fut vaincu par Batman aidé de Jonah Hex. Steppenwolf apparait une autre fois dans cette série, dans l’épisode Course mortelle vers Oblivion. Il prend part à une course pour le Mongul contre d'autre héros et super-vilains, dont l'issue déterminera le destin de la Terre. Après avoir perdu la course face à Batman, Mongul pulvérise Steppenwolf pour sa défaite.

### Films
- Il fait une apparition muette dans La Ligue des justiciers : Dieux et Monstres.
- Il fait une courte apparition dans Batman vs superman : l'Aube de la Justice. On le voit sous forme d'hologramme quand Lex Luthor vient se renseigner sur les savoirs de l'univers à travers l'ordinateur de bord du vaisseau kryptonien. Trois cubes holographiques (représentant respectivement les Boîtes Mères) apparaissent dans ses mains. Il s'évapore lorsque les Forces Spéciales arrivent pour capturer Luthor. Cette scène a été retirée de la version cinématographique officielle, mais est visible dans la version Ultimate Cut disponible en Blu-ray.
- Steppenwolf est l'antagoniste principal du film Justice League, interprété en capture de mouvement par Ciarán Hinds[5]. C'est un lieutenant d'Apokolips qui envahit la Terre pour s'emparer des Boîtes Mères (celle des Hommes, des Atlantes et des Amazones) et ainsi conquérir le monde. Il est régulièrement entouré dans ses missions par les Parademons, les monstres ailés de l'impitoyable Darkseid.